# Gelenksteife
Gelenksteife, genannt auch Steifigkeit, bedeutet die teilweise oder vollständige Begrenzung des Bewegungsbereichs eines Gelenks, insbesondere:
- die Gelenkkontraktur, eine Funktions- und Bewegungseinschränkung von Gelenken, entstanden durch die Verkürzung umliegender Weichteile wie Muskeln, Sehnen, Bändern und Faszien (ICD-10 M24.5), beispielsweise die (schmerzhafte) Bewegungseinschränkung von bestimmten Wirbelsäulenabschnitten[1]
- die Ankylose eines Gelenkes, eine vollständige Gelenksteife (ICD-10 M24.6)
- der Zustand nach Arthrodese, einer operativen Gelenkversteifung (ICD-10 Z98.1)

Nach ICD-10 wird die Gelenksteife, sofern sie nicht andernorts klassifiziert ist, unter M25.6 klassifiziert.